# کلاوس لیسویچ
کلاوس لیسویچ (زاده ۲ فوریه ۱۹۴۳) بازیکن سابق فوتبال اهل آلمان بود که در مسابقات فوتبال المپیک تابستانی ۱۹۶۴ برای تیم ملی آلمان شرقی بازی کرده است.